# Tolau
Toulaud és un municipi francès situat al departament de l'Ardecha i a la regió d'Alvèrnia-Roine-Alps. L'any 2007 tenia 1.675 habitants.

## Demografia

### Població
El 2007 la població de fet de Toulaud era de 1.675 persones. Hi havia 604 famílies de les quals 112 eren unipersonals (48 homes vivint sols i 64 dones vivint soles), 172 parelles sense fills, 272 parelles amb fills i 48 famílies monoparentals amb fills.
La població ha evolucionat segons el següent gràfic:
Habitants censats

### Habitatges
El 2007 hi havia 661 habitatges, 611 eren l'habitatge principal de la família, 30 eren segones residències i 20 estaven desocupats. 637 eren cases i 21 eren apartaments. Dels 611 habitatges principals, 529 estaven ocupats pels seus propietaris, 64 estaven llogats i ocupats pels llogaters i 18 estaven cedits a títol gratuït; 2 tenien una cambra, 27 en tenien dues, 68 en tenien tres, 177 en tenien quatre i 337 en tenien cinc o més. 491 habitatges disposaven pel capbaix d'una plaça de pàrquing. A 206 habitatges hi havia un automòbil i a 373 n'hi havia dos o més.

### Piràmide de població
La piràmide de població per edats i sexe el 2009 era:
| Homes | Edats   | Dones |
| ----- | ------- | ----- |
| 0     | 95 o +  | 0     |
| 0     | 90 a 94 | 8     |
| 0     | 85 a 89 | 12    |
| 4     | 80 a 84 | 4     |
| 16    | 75 a 79 | 16    |
| 20    | 70 a 74 | 20    |
| 28    | 65 a 69 | 20    |
| 44    | 60 a 64 | 40    |
| 48    | 55 a 59 | 20    |
| 36    | 50 a 54 | 68    |
| 56    | 45 a 49 | 56    |
| 88    | 40 a 44 | 56    |
| 88    | 35 a 39 | 92    |
| 56    | 30 a 34 | 60    |
| 24    | 25 a 29 | 24    |
| 32    | 20 a 24 | 16    |
| 48    | 15 a 19 | 68    |
| 68    | 10 a 14 | 100   |
| 60    | 5 a 9   | 48    |
| 36    | 0 a 4   | 36    |

## Economia
El 2007 la població en edat de treballar era de 1.119 persones, 814 eren actives i 305 eren inactives. De les 814 persones actives 760 estaven ocupades (418 homes i 342 dones) i 54 estaven aturades (25 homes i 29 dones). De les 305 persones inactives 104 estaven jubilades, 121 estaven estudiant i 80 estaven classificades com a «altres inactius».

### Ingressos
El 2009 a Toulaud hi havia 611 unitats fiscals que integraven 1.678,5 persones, la mediana anual d'ingressos fiscals per persona era de 19.050 €.

### Activitats econòmiques
Dels 44 establiments que hi havia el 2007, 1 era d'una empresa alimentària, 1 d'una empresa de fabricació d'elements pel transport, 3 d'empreses de fabricació d'altres productes industrials, 11 d'empreses de construcció, 9 d'empreses de comerç i reparació d'automòbils, 1 d'una empresa de transport, 1 d'una empresa d'hostatgeria i restauració, 1 d'una empresa d'informació i comunicació, 1 d'una empresa financera, 2 d'empreses immobiliàries, 3 d'empreses de serveis, 6 d'entitats de l'administració pública i 4 d'empreses classificades com a «altres activitats de serveis».
Dels 13 establiments de servei als particulars que hi havia el 2009, 1 era un taller de reparació d'automòbils i de material agrícola, 2 paletes, 2 guixaires pintors, 2 fusteries, 2 lampisteries, 2 electricistes, 1 perruqueria i 1 restaurant.
L'únic establiment comercial que hi havia el 2009 era una fleca.
L'any 2000 a Toulaud hi havia 44 explotacions agrícoles que ocupaven un total de 544 hectàrees.

## Equipaments sanitaris i escolars
El 2009 hi havia 1 escola maternal i 1 escola elemental.

## Poblacions més properes
El següent diagrama mostra les poblacions més properes.